# 6189 Völk
6189 Völk eller 1989 EY2 är en asteroid i huvudbältet som upptäcktes den 2 mars 1989 av den belgiske astronomen Eric W. Elst vid La Silla-observatoriet. Den är uppkallad efter Elisabeth Völk.
Asteroiden har en diameter på ungefär 4 kilometer och den tillhör asteroidgruppen Vesta.